# Дэвидсон, Уилл
Уи́льям Р. Дэ́видсон (англ. William R. Davidson; род. неизвестно, Шотландия — ум. неизвестно) — шотландский футболист. Выступал на позиции хавбека.
Выступал за шотландский клуб «Аннбэнк». В июле 1893 года перешёл в «Ньютон Хит». Дебютировал за «язычников» 2 сентября 1893 года в матче против «Бернли». 11 ноября 1893 года забил свой первый гол за «Ньютон Хит» в матче против «Вулверхэмптон Уондерерс», принеся своей команде победу со счётом 1:0. Провёл в клубе два сезона, сыграв 44 матча и забив 2 гола.
В июне 1895 года завершил карьеру из-за травмы.

## Статистика выступлений
| Клуб             | Сезон            | Лига             | Лига | Лига | Кубок Англии | Кубок Англии | Прочие | Прочие | Итого | Итого |
| Клуб             | Сезон            | Дивизион         | Игры | Голы | Игры         | Голы         | Игры   | Голы   | Игры  | Голы  |
| ---------------- | ---------------- | ---------------- | ---- | ---- | ------------ | ------------ | ------ | ------ | ----- | ----- |
| Ньютон Хит       | 1893/94          | Первый дивизион  | 28   | 1    | 3            | 0            | 1      | 0      | 32    | 1     |
| Ньютон Хит       | 1894/95          | Второй дивизион  | 12   | 1    | 0            | 0            | 0      | 0      | 12    | 1     |
| Всего за карьеру | Всего за карьеру | Всего за карьеру | 40   | 2    | 3            | 0            | 1      | 0      | 44    | 2     |